# H. Robert Heller

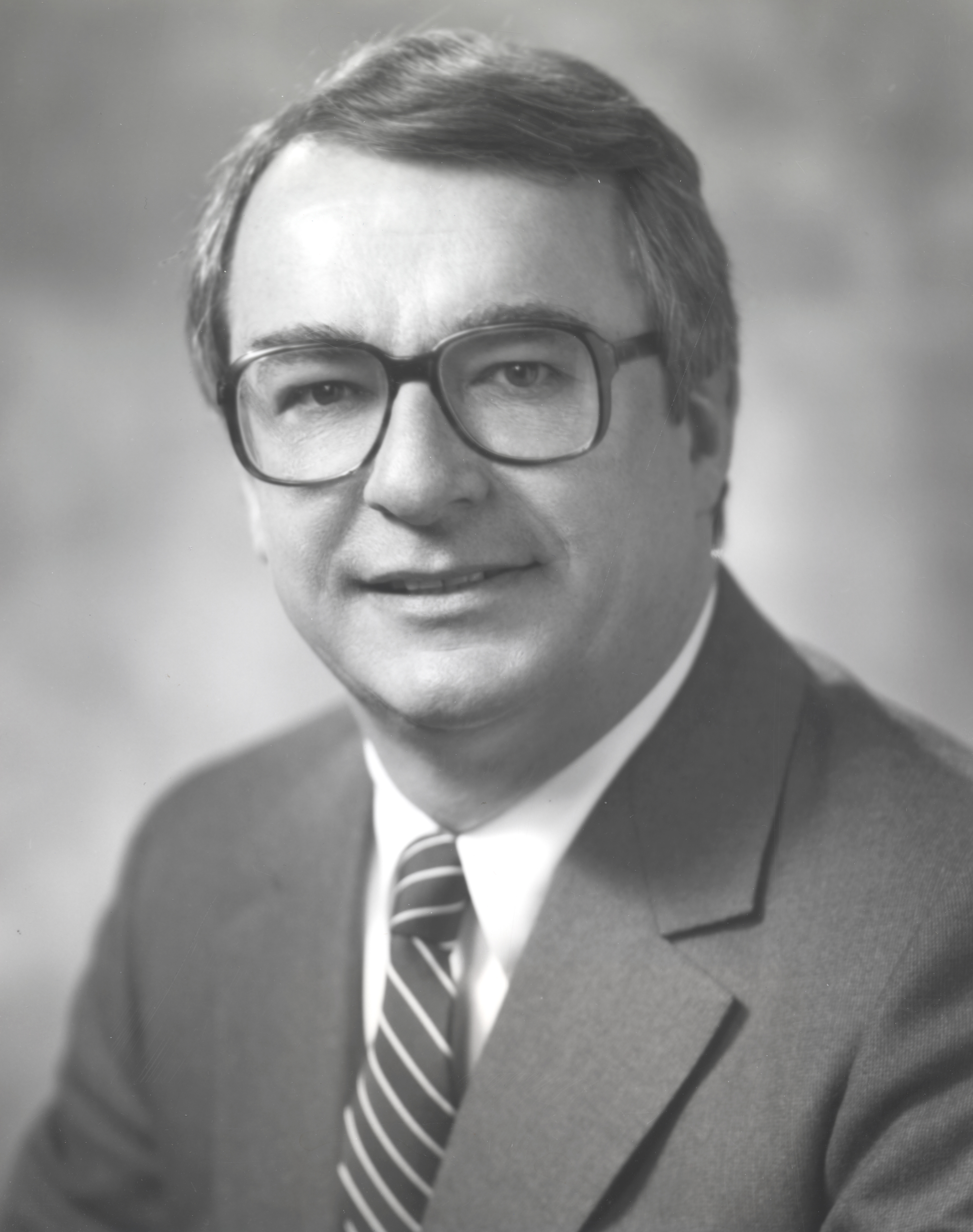
H. Robert Heller

Heinz Robert Heller (* 8. Januar 1940 in Köln) ist ein aus Deutschland stammender US-amerikanischer Wirtschaftswissenschaftler, Hochschullehrer und Manager, der unter anderem zwischen 1986 und 1989 Mitglied des Board of Governors of the Federal Reserve System war.

## Leben
Heinz Robert Heller wuchs zunächst in Köln in einem Haus des Großvaters am Chlodwigplatz auf. Während des Zweiten Weltkrieges wurde die Familie am 30. Mai 1942 evakuiert. An dem Tag flogen die Alliierten unter dem Decknamen „Operation Millennium“ einen Großangriff auf Köln. Die Familie ging zunächst nach Bayern, dann in die Nähe von Dresden und kam schließlich auf der Flucht vor der sich nähernden Ostfront wieder zurück ins Rheinland nach Königswinter. In den letzten Kriegstagen suchten im März 1945 einige hundert Bürger von Königswinter, teilweise wird auch von bis zu 2000 berichtet in den Ofenkaulen, einem Stollensystem im Siebengebirge, einen sicheren Zufluchtsort vor Bomben und Artilleriebeschuss. Manche hausten dort für mehrere Wochen, bis die Alliierten die Ofenkaulen schließlich am 16. März 1945 erreichten. Unter den Zufluchtsuchenden befand sich auch Heller, der mit 30 bis 40 anderen Personen für zwei Wochen in einem Stollen ausharrte.
Heller wanderte Ende der 1950er Jahre in die Vereinigten Staaten aus und absolvierte ein grundständiges Studium am Parsons College in Fairfield, das er 1961 mit einem Bachelor of Arts (B.A.) beendete. Ein darauf folgendes postgraduales Studium an der University of Minnesota schloss er 1962 mit einem University of Minnesota Master of Arts (M.A.) ab. 1965 erwarb er einen Doctor of Philosophie im Fach Wirtschaftswissenschaft (Ph.D. Economics) an der University of California, Berkeley. Im Anschluss übernahm er 1965 eine Professur für Wirtschaftswissenschaft an der University of California, Los Angeles und lehrte dort bis 1971, ehe er zwischen 1971 und 1974 als Professor für Wirtschaftswissenschaft an der University of Hawaiʻi at Mānoa tätig war. 1974 wechselte er zum Internationalen Währungsfonds (IWF) und war dort bis 1978 Leiter der Abteilung für Finanzstudien. Anschließend fungierte er von 1978 bis 1986 als Leitender Vizepräsident für internationale Wirtschaftsforschung der Bank of America.
Am 19. August 1986 wurde H. Robert Heller Mitglied des Board of Governors of the Federal Reserve System und gehörte dem Vorstand der US-Zentralbank als Nachfolger von Preston Martin bis zum 31. Juli 1989 an, woraufhin David W. Mullins Jr. seine Nachfolge antrat. Später wechselte er in die Privatwirtschaft und war von 1991 bis 1993 Präsident und Chief Executive Officer (CEO) des Finanzdienstleistungsunternehmens VISA USA sowie danach zwischen 1994 und 2001 Geschäftsführender Vizepräsident (Executive Vice President) des Informationstechnikkonzerns Fair Isaac and Company. Darüber hinaus war er zwischen 1994 und 2001 Mitglied des Vorstands (Board of Directors) der Fair Isaac Corporation sowie von 1999 bis 2000 von First America Automotive. Er wurde 2000 Mitglied des Board of Directors des Fahrzeughändlers Sonic Automotive. Des Weiteren war er zeitweise Vorstandsmitglied von Haydrian Corp., Etón Corporation, Epic Bancorp sowie der Bank of Marin. Ferner engagierte er sich als Vize-Vorsitzender des Marin General Hospital im kalifornischen Marin County.
Aus seiner Ehe mit Emily Heller gingen zwei Kinder hervor.

## Veröffentlichungen
- International trade. Theory and empirical evidence, 1968
- The economic system, 1972
- International trade. Theory and empirical evidence, 2. Auflage 1973, ISBN 0-134-73918-3
- The economic and social impact of foreign investment in Hawaii, 1973
- International monetary economics, 1974
- Japanese investment in the United States. With a case study of the Hawaiian experience, 1974, ISBN 0-275-09670-X
- Reserve-currency preferences of central banks, 1978
- The Unlikely Governor, Autobiografie, 2015, ISBN 978-0-9964390-2-2